# آزادراه ام۵۶

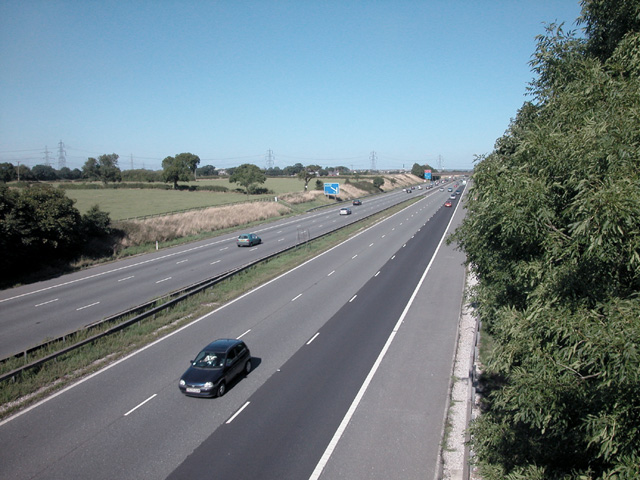
آزادراه ام۵۶

آزادراه ام۵۶ (به انگلیسی: M56 motorway) یک آزادراه در کشور انگلستان است.
این آزادراه که از شهر چیدل شروع میشود، ۵۳.۶ کیلومتر (۳۳.۳ مایل) مسافت دارد و از شهرهای مهمی مانند وتینشاو، وارینگتون، رانکورن، الزمر پورت و چستر عبور میکند.